# شهرستان سوزاق
 شهرستان سوزاق (به قزاقی: Созақ ауданы، سوزاق اۋدانى) یک شهرستان در قزاقستان است که در استان ترکستان واقع شده‌است.

## خصوصیات
شهرستان سوزاق ۵۶٬۸۴۷ نفر جمعیت دارد.